# Am Buachaille
Am Buachaille est un stack du nord de l'Écosse situé près de la frbaie de Sandwood (en), dans le comté de Sutherland. Il est composé de grès torridonien (en). Il a été gravi pour la première fois en 1968 par les alpinistes Tom Patey et Ian Clough.